# لوبنوو (استان اوپوله)
لوبنوو (به لهستانی: Lubnów) یک منطقهٔ مسکونی در لهستان است که در گمینا پوکوی واقع شده‌است.